# Korły
Korły (ros. Корлы) – wieś (dieriewnia) w Rosji, w obwodzie pskowskim, w rejonie pskowskim. W 2010 liczyła 45 mieszkańców.